# Chajim Kaufman
Chajim Kaufman (hebrejsky: חיים קופמן) byl izraelský politik a poslanec Knesetu za stranu Likud.

## Biografie
Narodil se 12. prosince 1934 v Tel Avivu. Sloužil v izraelské armádě, kde působil jako důstojník v dělostřelectvu. Vystudoval ekonomickou a právní školu v Tel Avivu. Pracoval jako ředitel firmy. Hovořil hebrejsky a anglicky a jidiš.

## Politická dráha
Působil jako člen sekretariátu strany Likud a předseda její městské organizace v Petach Tikva. Zároveň zasedal v ústředních orgánech této strany. Vydával oficiální publikaci Likudu be-Erec Jisra'el. Předsedal také organizaci Dor ha-Hemšech (דור ההמשך) v rámci hnutí Cherut.
V izraelském parlamentu zasedl poprvé po volbách v roce 1973, do nichž šel za Likud. Mandát ale získal až dodatečně v lednu 1977, jako náhradník. Byl pak členem výboru pro záležitosti vnitra a životního prostředí. Opětovně byl zvolen ve volbách v roce 1977, znovu za Likud. Stal se členem výboru pro státní kontrolu, výboru finančního a výboru pro zahraniční záležitosti a obranu. Předsedal podvýboru pro veřejnou dopravu v centrálním Izraeli. Předsedal také poslancům za hnutí Cherut. Za Likud obhájil mandát ve volbách v roce 1981. Po nich usedl jako člen do výboru finančního a výboru pro ekonomické záležitosti. V letech 1981–1984 rovněž zastával vládní post, konkrétně funkci náměstka ministra financí. Znovu se dočkal zvolení ve volbách v roce 1984 stále za stranu Likud. Byl členem výboru finančního, výboru pro zahraniční záležitosti a obranu a výboru pro televizi a rozhlas. Zastával post předsedy poslaneckého klubu Likudu. Do voleb v roce 1988 šel znovu za Likud, al nebyl zvolen. Mandát ovšem získal dodatečně, v říjnu 1990, jako náhradník. Stal se místopředsedou Knesetu a členem finančního výboru.
Naposledy se dočkal zvolení do parlamentu ve volbách v roce 1992, opětovně na kandidátce Likudu. Zasedl ve výboru finančním. Zemřel 7. srpna 1995. Jeho místo v Knesetu zaujal Josef Achime'ir.